# فرودگاه دوپاگ
فرودگاه دوپاگ (به انگلیسی: DuPage Airport) یک فرودگاه همگانی بهره‌برداری هوایی با کد یاتا DPA است که یک باند فرود بتن دارد و طول باند آن ۲۳۰۷ متر است. این فرودگاه در کشور ایالات متحده آمریکا قرار دارد و در ارتفاع ۲۳۱٫۳ متری از سطح دریا واقع شده است.